# بيلي بايرز
بيلي بايرز (بالإنجليزية: Billy Byers)‏ هو عازف جاز أمريكي، ولد في 1 مايو 1927 في لوس أنجلوس في الولايات المتحدة، وتوفي في 1 مايو 1996 في ماليبو في الولايات المتحدة.

## وصلات خارجية
- بيلي بايرز على موقع IMDb (الإنجليزية)
- بيلي بايرز على موقع ميوزك برينز (الإنجليزية)
- بيلي بايرز على موقع أول موفي (الإنجليزية)
- بيلي بايرز على موقع قاعدة بيانات برودواي على الإنترنت (الإنجليزية)
- بيلي بايرز على موقع قاعدة بيانات برودواي على الإنترنت (الإنجليزية)
- بيلي بايرز على موقع قاعدة بيانات الأفلام السويدية (السويدية)
- بيلي بايرز على موقع أول ميوزيك (الإنجليزية)
- بيلي بايرز على موقع ديسكوغز (الإنجليزية)
- بيلي بايرز على موقع قاعدة بيانات الفيلم (الإنجليزية)
- بيلي بايرز على موقع كينوبويسك (الروسية)